# Santa Maria della Purità
Santa Maria della Purità, även benämnd Santa Maria della Purità all'Archetto, var en kyrkobyggnad i Rom, helgad åt Jungfru Maria. Den var belägen vid den numera försvunna gatan Via dell'Arco della Purità i Rione Borgo.

## Kyrkans historia
Kyrkan uppfördes under påve Clemens VII:s (1523–1534) pontifikat. I maj 1527 ägde Roms skövling rum; kejsar Karl V:s legoknektar skövlade, brände och plundrade Rom. Bland ruinerna i Borgo påträffades en Mariabild från 1200-talet – Madonna della Purità, det vill säga Vår Fru av Kyskheten.
Påve Paulus III (1534–1549) förlänade kyrkan åt Confraternita dei Caudatari dei Cardinali, det vill säga ett brödraskap vars huvuduppgift var att bära kardinalernas släp (cauda), främst släpet som tillhör en cappa magna, vid högtidliga tillfällen.
Kyrkan genomgick en restaurering under påve Leo XII (1823–1829), men den övergavs vid slutet av 1800-talet. Kyrkans interiör hade ett altare, vid vilket Madonna della Purità vördades.
Åren 1936–1950 anlades Via della Conciliazione och en fullständig omstrukturering av Rione Borgo genomfördes. Samtliga byggnader mellan Borgo Vecchio och Borgo Nuovo nedrevs. År 1936 revs kyrkan Santa Maria della Purità.
Den italienske historikern och arkeologen Mariano Armellini hävdar att kyrkan var identisk med San Sebastiano in Via Pontificum, men denna teori avvisas av Ferruccio Lombardi.